# Sinaloagärdsmyg
Sinaloagärdsmyg (Thryophilus sinaloa) är en fågel i familjen gärdsmygar inom ordningen tättingar. Den är endemisk för Mexiko, men har vid upprepade tillfällen även observerats i amerikanska delstaten Arizona. Beståndet anses vara livskraftigt.

## Utseende och läte
Sinaloagärdsmygen är en medelstor (12,5–14 cm) gärdsmyg med enfärgat brun ovansida, långt vitt ögonbrynsstreck och svartvita strimmor på huvud- och halssidor. Undertill är den vitaktig på strupe och bröstmitt, mot flankerna gråaktigt kanelbrun. Undre stjärttäckarna är vita med svarta tvärband. 
I södra delen av utbredningsområdet överlappar den med bandgärdsmygen (Thryophilus pleurostictus) som dock har tydliga svartvita band på flankerna och på bröstsidorna. Den är också sympatrisk med västmexikansk gärdsmyg (Pheugopedius felix), men denna är varmare brun ovan och mycket mer bjärt beige eller brungul undertill.

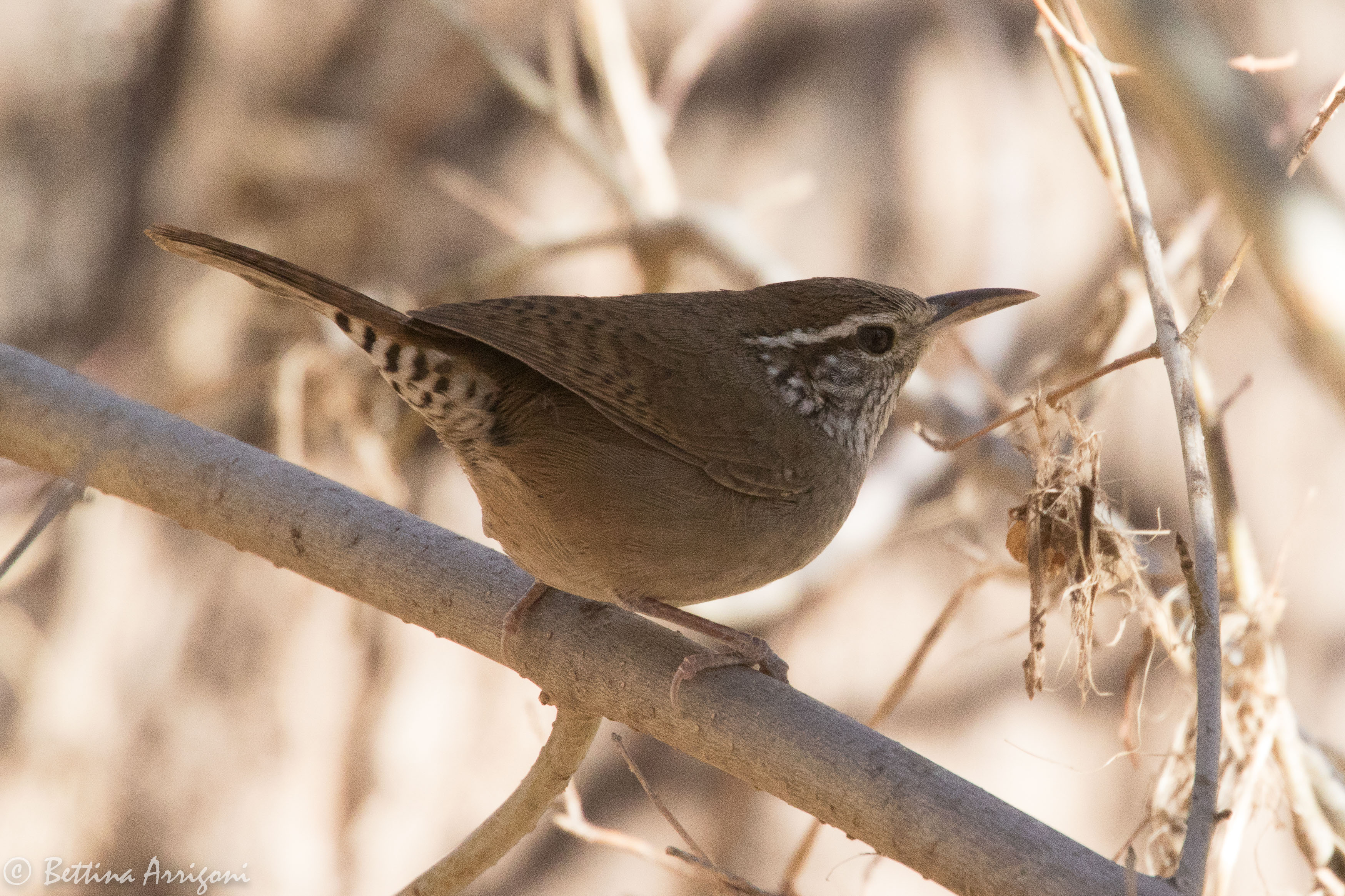

Sången är högljudd och varierad, vanligen bestående av fylliga fraser eller klara gurglande visslingar, ofta uppblandat med snabba serier med korta drillar. Bland lätena hörs sträva "dzzzshrr", hårda och grälande "rahr" eller "rahrr", ett "rreh rreh" och ett hård och torrt tjatter.

## Utbredning och systematik
Sinaloagärdsmyg delas in i tre underarter med följande utbredning:
- Thryophilus sinaloa cinereus – nordvästra Mexiko (sydöstra Sonora, sydvästra Chihuahua och norra Sinaloa)
- Thryophilus sinaloa sinaloa – västra Mexiko (centrala Sinaloa till västra Durango, Nayarit, Jalisco och Colima)
- Thryophilus sinaloa russeus – sydvästra Mexiko (centrala Guerrero till sydvästligaste Oaxaca)

På senare tid har arten utvidgat sitt utbredningsområde mot norr och är numera en sällsynt men regelbunden besökare i Arizona, USA.

### Släktestillhörighet
Tidigare placerades arten i Thryothorus, men DNA-studier visar att arterna i släktet inte är varandras närmaste släktingar, varför Thryothorus delats upp på flera mindre släkten, bland annat Thryophilus.

## Levnadssätt
Sinaloagärdsmygen hittas i undervegetationen i tropiska lövskogar där den lever av insekter. Fågeln häckar mot slutet av torrperioden, från april till juli. Boet är en stängd behållare i form av en ficka eller flaska med en ingångstunnel. Det hängs över en kvist eller smal gren på mellan 1,3 och 3,5 meters höjd. Däri lägger den vanligen fyra vita till blåvita otecknade ägg. Bronskostaren har noterats boparasitera på sinaloagärdsmygen.

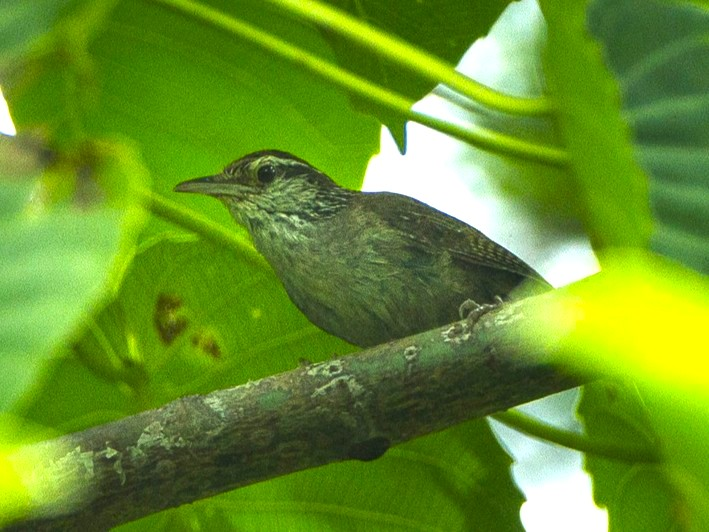

## Status och hot
Arten har ett stort utbredningsområde. Populationens utveckling är okänd men den tros inte minska tillräckligt kraftigt för att anses vara hotad. Utifrån dessa kriterier kategoriserar IUCN arten som livskraftig (LC).